# 社会主義は好い
社会主義は好い（しゃかいしゅぎはよい、中: 社会主义好、シェフイズイハオ）とは、1957年に作られた歌である。作詞者は希揚（シー・ヤン）、作曲者は李煥之（リー・ファンジー）。中国共産党による社会主義国家建設を讃える革命歌である。

## 歌詞

### 一番
社会主义好、社会主义好
社会主义国家人民地位高
反动派被打倒、帝国主义夹着尾巴逃跑了
全国人民大团结、
掀起了社会主义建设高潮、建设高潮
社会主義は好いものだ
社会主義国家は人民の地位が高いのだ
反動派は打ち倒され、
帝国主義は尻尾を巻いて逃げ去った
全国の人民よ、大いに団結して
社会主義建設を盛り上げよう

### 二番
共产党好、共产党好
共产党是人民的好领导
说得到、做得到
全心全意为了人民立功劳
坚决跟着共产党
要把伟大祖国建设好、建设好
共産党は好いものだ
共産党は人民の良きリーダーだ
有言実行
全心全意を人民に奉げるのだ
共産党に付いて行こう
そして偉大な祖国を建設しよう

### 三番
社会主义好、社会主义好
社会主义江山人民保、人民江山坐得牢
反动分子想反也反不了
社会主义社会一定胜利
共产主义社会一定来到、一定来到
社会主義は好いものだ
社会主義国家は人民を護る鉄壁の柵だ
反動分子も抵抗できない
社会主義社会はきっと勝利する
共産主義社会はきっと実現する

### 四番
共产党好、共产党好
共产党领导中国富强了
人民江山坐得牢
反动分子想反也反不了
社会主义社会一定胜利
共产主义社会一定来到、一定来到
共产主义社会一定来到、一定来到
共産党は好いものだ
共産党は中国を豊かで強い国にする
人民は護られ
反動分子も抵抗できない
社会主義社会はきっと勝利する
共産主義社会はきっと実現する